# Shannonomyia (Shannonomyia) lenta
Shannonomyia (Shannonomyia) lenta is een tweevleugelige uit de familie steltmuggen (Limoniidae). De soort komt voor in het Nearctisch gebied.